# 中国人民解放军军事航天部队
中国人民解放军军事航天部队，位于北京市海淀区，是中国人民解放军的一个独立兵种，由中央军事委员会直接领导，负责航天系统工作。

## 沿革
在深化国防和军队改革中，2015年底新组建中国人民解放军战略支援部队。此后中国酒泉卫星发射中心等航天系统单位由中国人民解放军总装备部转隶中国人民解放军战略支援部队。2016年成立了中国人民解放军战略支援部队航天系统部，负责领导航天系统工作。
2024年4月，中央军委调整组建中国人民解放军信息支援部队，同时撤销战略支援部队番号，相应调整军事航天部队、网络空间部队领导管理关系。
2025年7月31日，军事航天部队的军旗旗面式样公布，同年8月1日启用。

## 机构设置
- 参谋部
  - 信息通信处
- 政治工作部[5]
  - 干部局[5]
  - 创作室[1]
- 后勤部
  - 工程代建管理办公室
- 装备部
  - 装备保障队[6]
- 中继卫星控制管理中心
- 试验装备物资采购局[7]
- 华东办事处[8]
- 西昌质量监督站[9]

……
直属单位
- 中国酒泉卫星发射中心（中国人民解放军第二十试验训练基地）
- 中国卫星海上测控部（中国人民解放军第二十三试验训练基地）
- 中国太原卫星发射中心（中国人民解放军第二十五试验训练基地）
- 中国西安卫星测控中心（中国人民解放军第二十六试验训练基地）
- 中国西昌卫星发射中心（中国人民解放军第二十七试验训练基地）
- 中国空气动力研究与发展中心（中国人民解放军第二十九试验训练基地）
- 北京航天飞行控制中心
- 测量通信总体研究所
- 北京跟踪与通信技术研究所[10]
- 航天研发中心[10]
- 工程设计研究所[10]
- 电视艺术中心[11]
- 中国人民解放军军事航天部队航天工程大学
- 中国航天员科研训练中心（中国人民解放军第五〇七研究所）
- 中国人民解放军航天员大队
- 航天侦察局（北京市遥感信息研究所）

……

## 历任领导
| 司令员 1. 尚宏 中将（2016年1月—2022年10月） 2. 郝卫中 陆军中将（2022年—2024年4月） 副司令员 - 郝卫中 少将（2016年—2022年） | 政治委员 1. 康春元 中将（2016年1月—2019年4月） 2. 姜平 海军中将（2019年6月—2021年8月） 3. 陈辉 空军中将（2021年8月—2024年4月） 副政治委员 |

| 参谋长 - 费加兵 少将（2016年—2024年） 副参谋长 | 政治工作部主任 政治工作部副主任 |

中国人民解放军军事航天部队
| 司令员 1. 郝卫中 陆军中将（2024年4月—） 政治委员 1. 陈辉 空军中将（2024年4月—2024年12月） |